# Shabkar Tshogdrug Rangdröl
| Tibetische Bezeichnung                                  |
| ------------------------------------------------------- |
| Tibetische Schrift: ཞབས་དཀར་ཚོགས་དྲུག་རང་གྲོལ་               |
| Wylie-Transliteration: zhabs dkar tshogs drug rang grol |
| Chinesische Bezeichnung                                 |
| Vereinfacht: 夏嘎巴•措周让卓                            |
| Pinyin:Xiagaba Cuozhou Rangzhuo                         |

Shabkar Tshogdrug Rangdröl (tib. zhabs dkar tshogs drug rang grol; geb. 1781; gest. 1851) aus dem Kreis Reb gong, Tibetische Autonome Präfektur Rma lho, war ein tibetischer buddhistischer Mönch, Gelehrter und Dichter der Nyingma-Schule in Amdo. Seine Autobiographie (zhabs dkar pa'i rnam thar), die als einer der Klassiker der tibetischen Literatur gilt, wurde ins Englische übersetzt und weiter unter dem Titel „Das Leben des Shabkar – Autobiographie eines tibetischen Yogi“ auch ins Deutsche (2011).
Er schuf hunderte geistliche Lieder (mgur glu; 'songs of spiritual realization'). Er ist der Verfasser von 25 Büchern.
Seine Gesammelten Werke (zhabs dkar pa'i mgur 'bum) erschienen in einer modernen Ausgabe im Verlag mtsho sngon mi rigs dpe skrun khang in Xining, Qinghai.

## Liste der Shabkar Rinpoches
- 1. zhabs dkar tshogs drug rang grol (1781–1851)
- 2. zhabs dkar 'jigs med theg mchog bstan pa'[6] (1852–1914)[7]
- 3. zhabs dkar ye shes bstan pa'i rgyal mtshan (1910–1980[8] oder 1914–1979)[9]
- 4. zhabs dkar[10]

## Zitat
“Zhabs-dkar Rin-po-che is interesting in that he represents a fusion of dGe-lugs-pa and rNying-ma-pa practice.”

## Werke (Auswahl)
- zhabs dkar pa'i mgur 'bum (Gesammelte Werke)
- zhabs dkar pa'i rnam thar (Autobiographie Shabkarpas)[12]
- chos bshad gzhan phan nyi ma[13]